# Carpha nitens
Carpha nitens là một loài thực vật có hoa trong họ Cói. Loài này được (Kunth) Kük. mô tả khoa học đầu tiên năm 1939.